# Henri IV (1903)

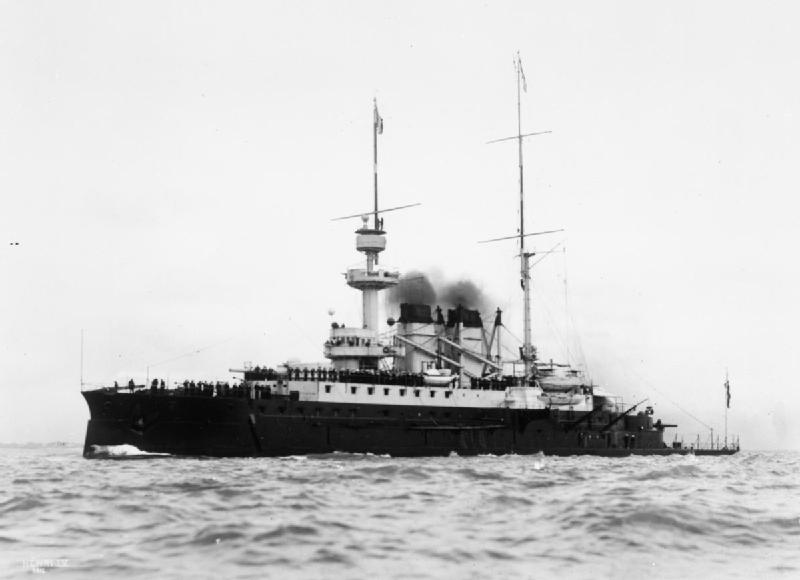
«Анрі IV», фотографія 1905 року

Henri IV («Анрі IV», «Генріх IV») — експериментальний броненосець берегової оборони ВМС Франції, побудований для перевірки деяких ідей видатного конструктора кораблів Луї-Еміля Берте́на (Louis-Émile Bertin).

## Конструкція

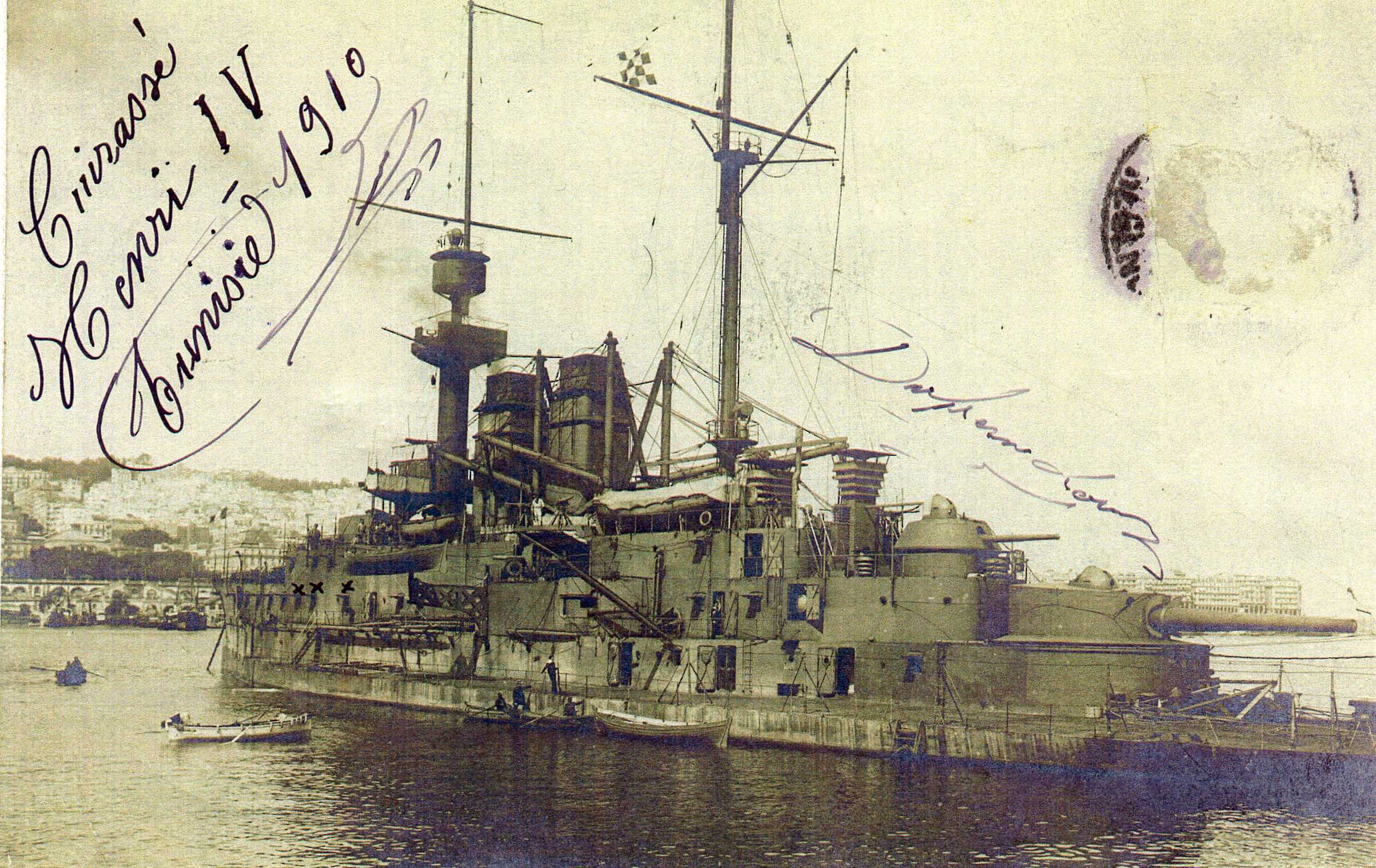
Поштова листівка з зображенням корабля. Добре видно його низьку корму.

Henri IV був спроектований Бертеном для оцінки кількох ідей. Корабель був спроектований аби являти собою якомога меншу мішень. Тому на ньому практично не було надбудови у кормовій частині, звичної для кораблів того періоду, крім захисту від заливання кормової гармати. Задня частина корпусу піднімалася над водою лише на 1,2 метра. Водночас корабель мав нормальні верхні палуби у центральній частині і високу носову частину для кращої морехідності та розміщення команди. Його надбудова була вузькою і «стиснутою» вище головної палуби.
Анрі IV був меншим, ніж його попередники, загальною довжиною 108 метрів. Мідель корабля був 22,2 метра, а максимальна осадка 7,5 метра. У порівнянні з пре-дредноутами типу «Шарльлемань» корабель мав лише 8 948 тонн, що на 2300 тонн менше. Екіпаж складався з 26 офіцерів та 438 нижніх чинів.

### Двигуни
Анрі IV мав три вертикальних парових двигуни потрійного розширення, кожен з яких приводив у рух один валопровід. Двигуни мали потужність 11 500 індикативних кінських сил (8 600 кілоВатт), використовували пару з 24 котлів, забезпечуючи швидкість до 17 вузлів. Запас вугілля у 1100 тон забезпечував радіус дії 7 750 морських миль при крейсерській швидкості 10 вузлів.

### Озброєння
Анрі IV як основне озброєння мав дві 274 міліметрові гармати довжиною ствола 45 калібрів у двох баштах, одна на верхній палубі, а інша на головній палубі на кормі. Ці гармати стріляли 255 кілограмовими бронебійніими снарядами з початковою швидкістю 865 метрів на секунду.

### Броня
Анрі IV мав потужний броньовий пояс з броні Гарві, від 280 міліметрів товщини у центрі до 180 по кінцях корабля. Максимальна товщина броньованої палуби становила 60 міліметрів, але зменшувалася до 30 міліметрів на кінцях корабля. Нижче розташовувалася тонша броньована палуба від 20 міліметрів у центрі корабля до 35 по краям. Ця друга палуба на відстані 91 сантиметр від борту була різко зігнута донизу, формуючи протиторпедну переборку. Ця система базувалася на експериментах, проведених у 1894 році, і була більш сучасною, ніж у російському броненосці «Цесаревич». Основна броня башт головного калібру була 305 міліметрів.

## Побудова та служба

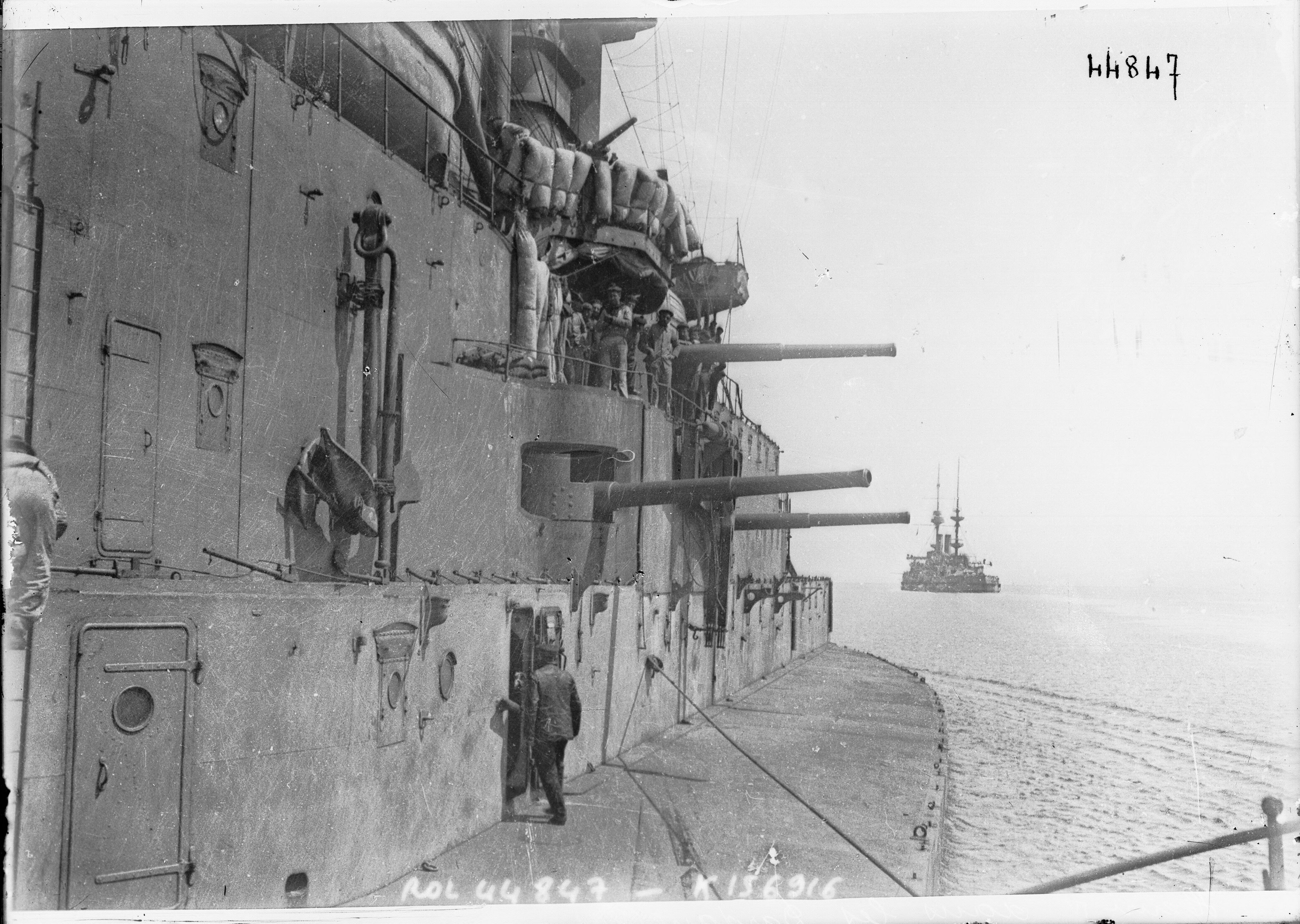
«Анрі IV» поблизу Дарданелл, 1915 рік. На фото видно, наскільки надбудова корабля була вужча його підводної частини.

Анрі IV був закладений в Шербурі 15 липня 1897 р. та спущений на воду 23 серпня 1899 р., але довго добудовувався і був включений до складу флоту у вересні 1903 р. Вартість будівництва склала 15600000 франків. Броненосець провів першу частину Першої світової війни в якості корабля охорони порту в Бізерті, до лютого 1915 р., коли він був призначений до новоствореної Сирійської ескадри (escadre de Syrie). Ця ескадра мала на меті атакувати турецькі позиції та лінії зв'язку у Сирії, Лівані, Палестині та на Синайському півострові. Анрі IV був переданий французькій ескадрі під час Дарданельської операції на заміну затонулого лінійного корабля «Бюве» та пошкодженого «Галуаз» після того, як союзники сильно постраждали під час своєї першої спроби прориву повз укріплення Дарданелл 18 березня 1915 року. Корабель бомбардував Кум Кале з боку азійського берегу Дарданелли на підтримку французького диверсійної десанзії 25 квітня 1915 року і надав вогневу підтримку військам на березі до завершення місяця. Броненосець отримав 8 влучань снарядів противника.
Три допоміжні 138,6 міліметрові гармати корабля було демонтовано до листопада 1914 р. і направлено для посилення французької військово-морської місії до Сербії, відомої як «Місія D», залізницею із Салонік. У 1916 р. Броненосець було призначено до складу доповнюючої (резервної) дивізії 3-ї бойової ескадри. Згодом він служив у французькій Східній дивізії в Єгипті, а потім його відправили в Таранто в 1918 році як плавучий склад. Анрі IV був викреслений зі списків Військово-морського флоту в 1920 році, а наступного року його було утилізовано.